# Ryan Martin
Ryan Martin (né le 23 mars 1989 à Laguna Niguel) est un athlète américain, spécialiste du 800 m.

## Biographie
Il termine 3e lors des Jeux panaméricains de 2015 à Toronto.

## Records
| Épreuve | Performance   | Lieu   | Date        |
| ------- | ------------- | ------ | ----------- |
| 800 m   | 1 min 44 s 77 | Irvine | 12 mai 2012 |